# Maria Crocifissa Di Rosa
Maria Crocifissa Di Rosa, al secolo Paola Francesca Maria Di Rosa (Brescia, 6 novembre 1813 – Brescia, 15 dicembre 1855), è stata una religiosa italiana, fondatrice della congregazione delle Ancelle della Carità; è stata canonizzata da papa Pio XII nel 1954.

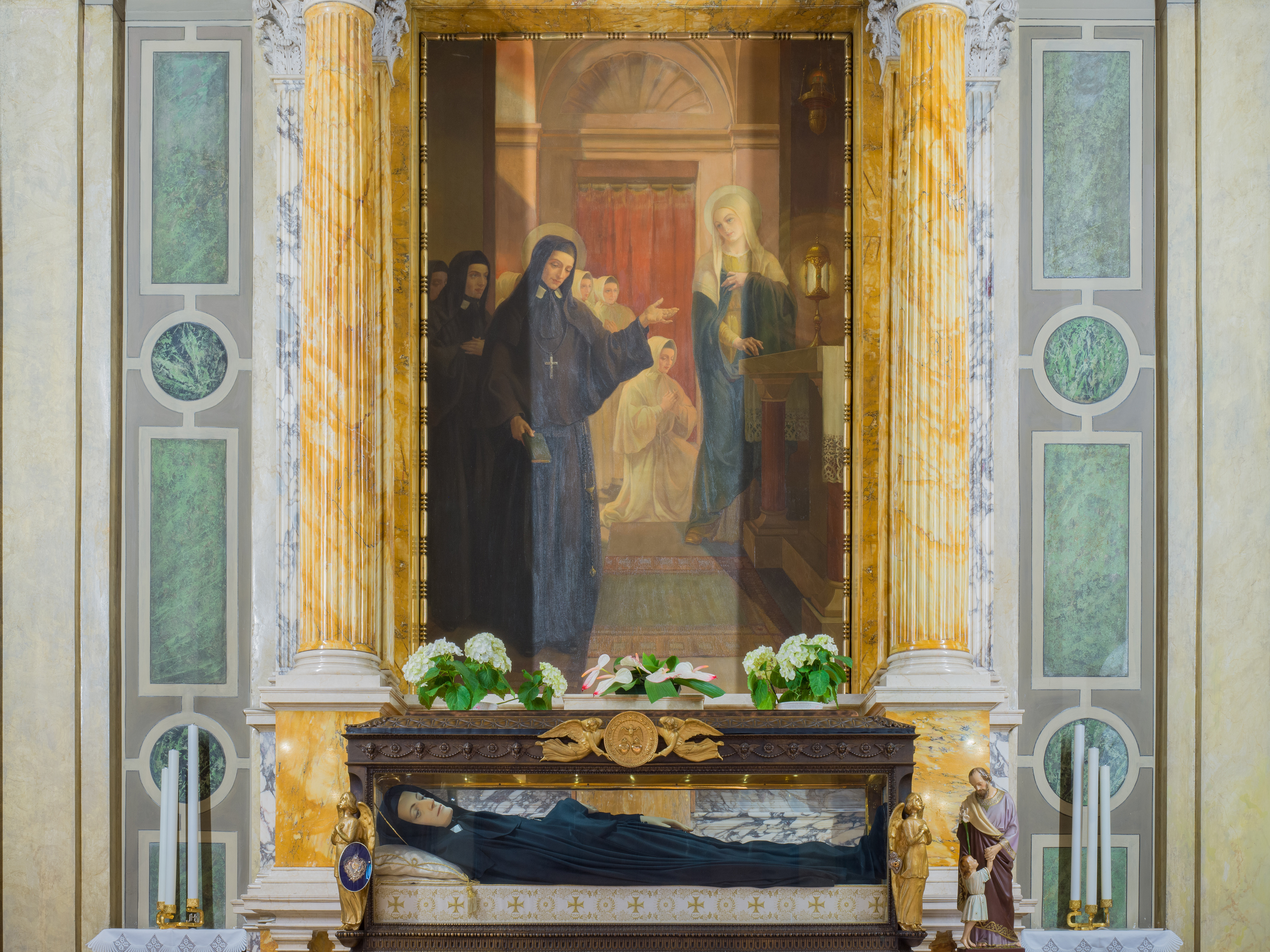
Reliquia della Santa nella Cappella della Casa madre delle Ancelle della carità in Contrada del Cavalletto 9 a Brescia

Il suo nome è iscritto nel Martirologio Romano al 15 dicembre.

## Biografia
Nacque il 6 novembre 1813 a Brescia e fu battezzata come Paola Francesca Maria. Sesta dei nove figli di Clemente di Rosa e della contessa bergamasca Camilla Albani, fu educata privatamente secondo la consuetudine legata al suo stato sociale. Il padre, imprenditore bresciano, si distinse in campo amministrativo, civile ed economico, sostenendo inoltre fondazioni religiose e assistenziali. Paola rimase orfana della madre a undici anni e, tra il 1825 e il 1830, continuò gli studi nel monastero attiguo alla chiesa di Santa Croce, presso le visitandine.
A diciassette anni tornò in famiglia, dedicandosi alla preghiera e alla conduzione della casa paterna. Rinunciò all'idea di sposarsi, come il padre avrebbe desiderato, e fece voto di castità. Rinunciando a ogni interesse mondano, si dedicò all'esercizio della carità, distribuendo ai poveri i beni di cui disponeva e occupandosi dell'assistenza spirituale alle ragazze che lavoravano nella filanda del padre ad Acquafredda e nella sua tenuta di campagna a Capriano del Colle. Quando scoppiò a Brescia l'epidemia di colera del 1836, con il consenso del padre iniziò a lavorare come infermiera in ospedale, insieme alla vedova Gabriela Echenos Bornati. Negli anni 1838 e 1839 sorsero per sua iniziativa a Brescia due scuole per sordomuti, una maschile e una femminile. 
Consigliata dal suo padre spirituale, monsignor Faustino Pinzoni, maturò in seguito il proposito di fondare un'associazione religiosa di infermiere: il progetto, sostenuto economicamente dal padre, si concretizzò il 18 maggio 1840 nell'ospedale femminile di Brescia, con il nome di Pia Unione. Le aderenti, inizialmente una trentina, furono chiamate prima Spedaliere, e in seguito Ancelle della Carità. Ebbero il riconoscimento governativo nel 1843, trovando una sede stabile per la casa madre nella contrada bresciana di San Lorenzino. Altre case furono aperte a Cremona, Manerbio, Montichiari e Chiari. Il 14 aprile 1851 le Ancelle furono riconosciute come congregazione religiosa e il 18 giugno 1852 Paola poté vestire l'abito religioso, cambiando il nome in quello di Maria Crocifissa. La congregazione si diffuse in diverse località, tra le quali Mantova, Udine, Crema, Trieste, Ragusa e Spalato. Si ammalò gravemente nel novembre del 1855 nella casa di Mantova, dalla quale fu riportata a Brescia dove morì a soli quarantadue anni il 15 dicembre 1855.